# De Rieten
De Rieten (ook: Rieten) is een gehucht in de Belgische provincie Limburg, dat behoort bij Wijshagen, en ongeveer halverwege tussen Meeuwen en Gruitrode is gelegen.
De Rieten is betrekkelijk recent en ontstaan als ontginningsnederzetting. Op deze plaats bevond zich echter een Keltische begraafplaats uit de 4e eeuw v.Chr. (Midden-Bronstijd). In 1986 werden hier Romeinse graven ontdekt, die mogelijk met een cultusplaats in verband stonden. Hier werden ook munten ontdekt van het jaar 1 tot het jaar 180. Tot in de 3e eeuw was deze cultusplaats in gebruik. Hier is een archeologisch park van 5 ha ingericht, waar de bezoekers kennis kunnen maken met de vroege geschiedenis van deze streek.